# Paul Bödeker

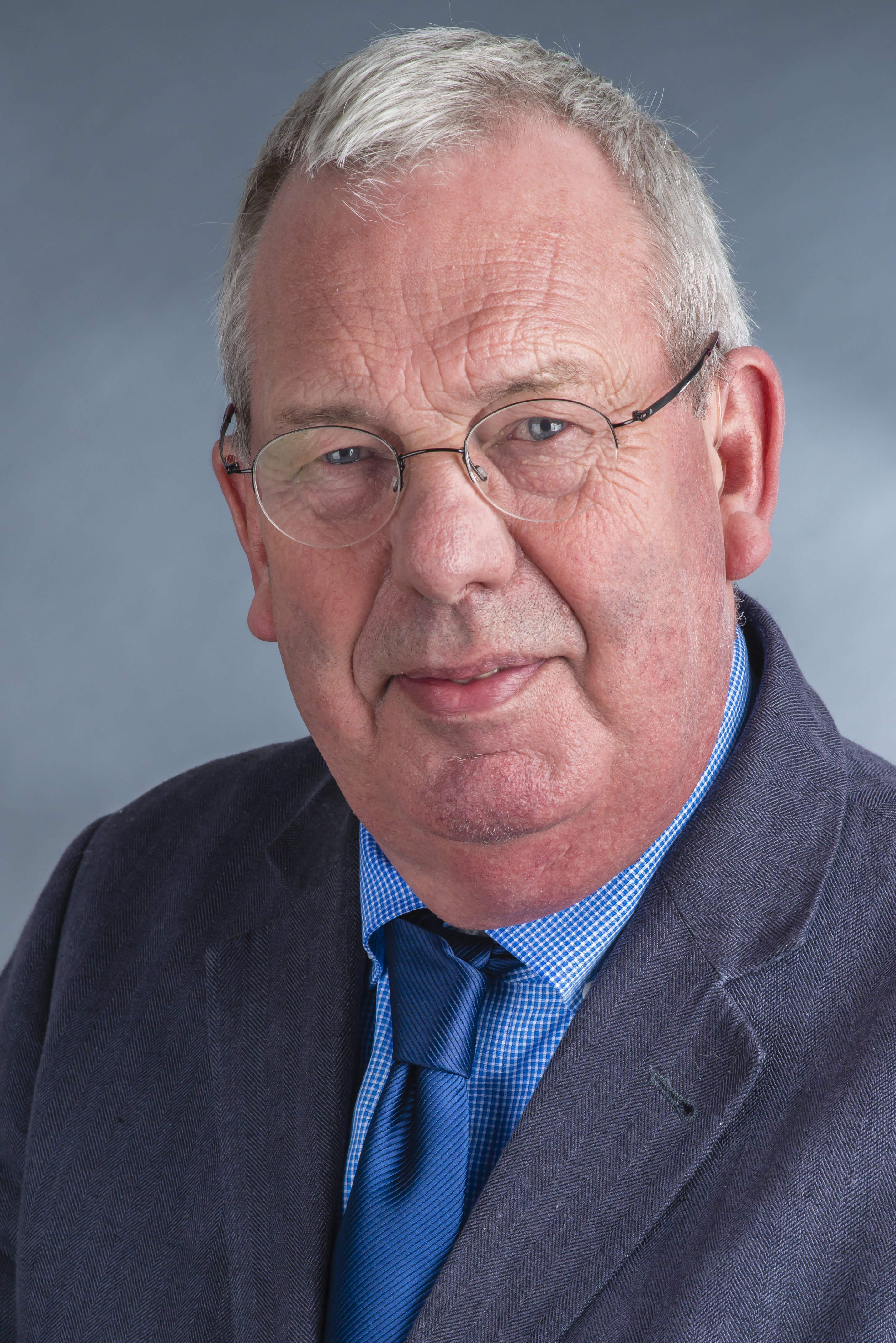
Paul Bödeker 2015

Paul Bödeker (* 22. Oktober 1952 in Nordenham) ist ein deutscher Kommunal- und ehemaliger Landespolitiker (CDU) in Bremerhaven.

## Leben
Bödeker besuchte die Hauptschule und absolvierte  seinen Realschulabschluss in einer Abendschule. Als ausgebildeter Kfz-Mechaniker war er acht Jahre Zeitsoldat bei der Bundeswehr. Dort erfolgte eine Ausbildung zum Fahrlehrer. Seit 1982 ist er als Fahrlehrer selbstständig. Am 5. Januar 2016 wurde Bödeker zum Kämmerer im Bremerhavener Magistrat ernannt.
Seit Oktober 2018 ist er ehrenamtlicher Stadtrat für Sport, Freizeit und Gesundheit.

### Politik
Bödeker trat 1985 in die CDU ein. Seit 1985 ist er Mitglied im CDU-Kreisvorstand Bremerhaven und seit 1987 Mitglied im Landesvorstand der CDU Bremen. Er war Vorsitzender der Mittelstandsvereinigung der CDU Bremerhaven.
Er war von 1987 bis Januar 2016 Mitglied der Bremerhavener Stadtverordnetenversammlung. Ab 1991 war er stellvertretender Vorsitzender und seit dem 5. Januar 2016 ist er Mitglied des Bremerhavener Magistrats. Von Oktober 1995 bis Juni 2015 war er Vorsitzender der CDU-Stadtverordnetenfraktion in Bremerhaven. Seit dem 10. Juni 2003 war er Abgeordneter in der Bremischen Bürgerschaft. Bödeker schied am 4. Januar 2016 durch Verzicht aus der Bürgerschaft aus und wurde am folgenden Tag zum Kämmerer der Stadt Bremerhaven ernannt.

In der Bürgerschaft war er in der 19. Wahlperiode vertreten im
Ausschuss für Angelegenheiten der Häfen im Lande Bremen (als Vorsitzender),
Haushalts- und Finanzausschuss (Land) und
Rechnungsprüfungsausschuss (Land) sowie in der
staatlichen Deputation für Wirtschaft, Arbeit und Häfen.

### Mitgliedschaften und Ämter
Er ist Vorsitzender des Aufsichtsrats Klinikum Bremerhaven, Aufsichtsratsmitglied der swb (Stadtwerke) und Mitglied im Verwaltungsrat Wespa (Weser-Elbe-Sparkasse).